# De coelesti hierarchia
De coelesti Hierarchia, o Gerarchia celeste, è un trattato di angelologia appartenente al Corpus Dionysianum, databile circa al V secolo, attribuito ad uno pseudo-Dionigi l'Areopagita, filosofo neoplatonico; esercitò una grande influenza sulla Scolastica. Descrive ampiamente la gerarchia degli angeli.
(Dionigi, Gerarchia celeste, III, 1)

## Contenuto e fortuna dell'opera

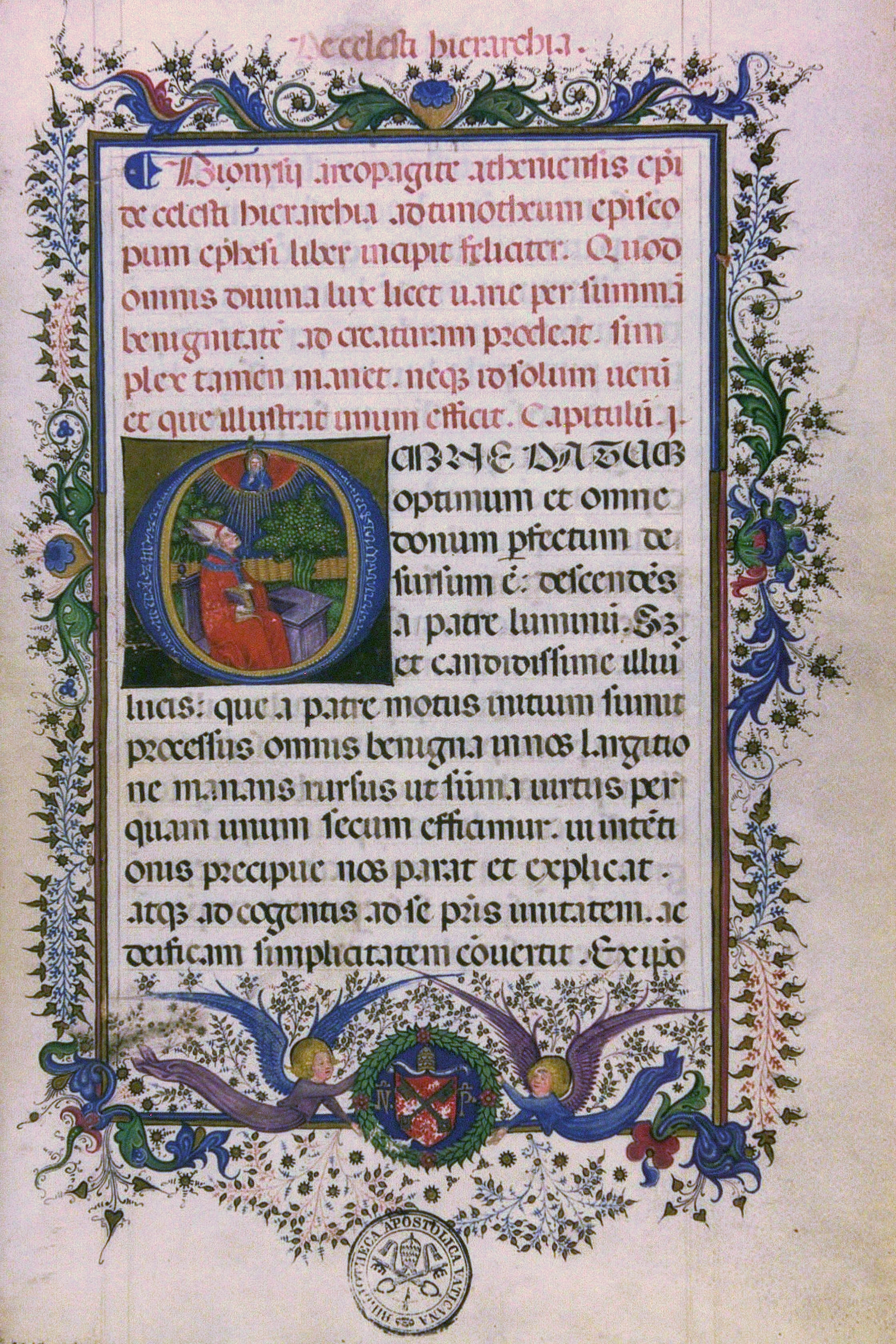
Latinizzazione dell'opera in un codice del XV secolo.

L'opera, composta da quindici capitoli, venne tradotta in latino da Giovanni Scoto Eriugena nel IX secolo, ed è stata molto influente nello sviluppo della teologia cristiana ortodossa. Sulla sua visione gerarchica delle intelligenze angeliche si è sostenuta in proposito l'influenza della filosofia neoplatonica di Plotino, Giamblico e Proclo, anche se le terminologie e i nominativi degli angeli risultano chiaramente ripresi dalle Scritture oltre che dalle citazioni di Paolo di Tarso, in particolare dalla lettera ai Colossesi e agli Efesini.
Nella Summa Theologiae (1265–1274) Tommaso d'Aquino seguirà la Hierarchia (ai capp. VI e VII) nella suddivisione degli angeli in tre gerarchie, ognuna delle quali contiene a sua volta tre ordini, basati sulla loro vicinanza a Dio, corrispondenti ai nove ordini di angeli già riconosciuti da Papa Gregorio I:
1. Serafini, Cherubini e Troni;
2. Dominazioni, Virtù e Potestà;
3. Principati, Arcangeli e Angeli.

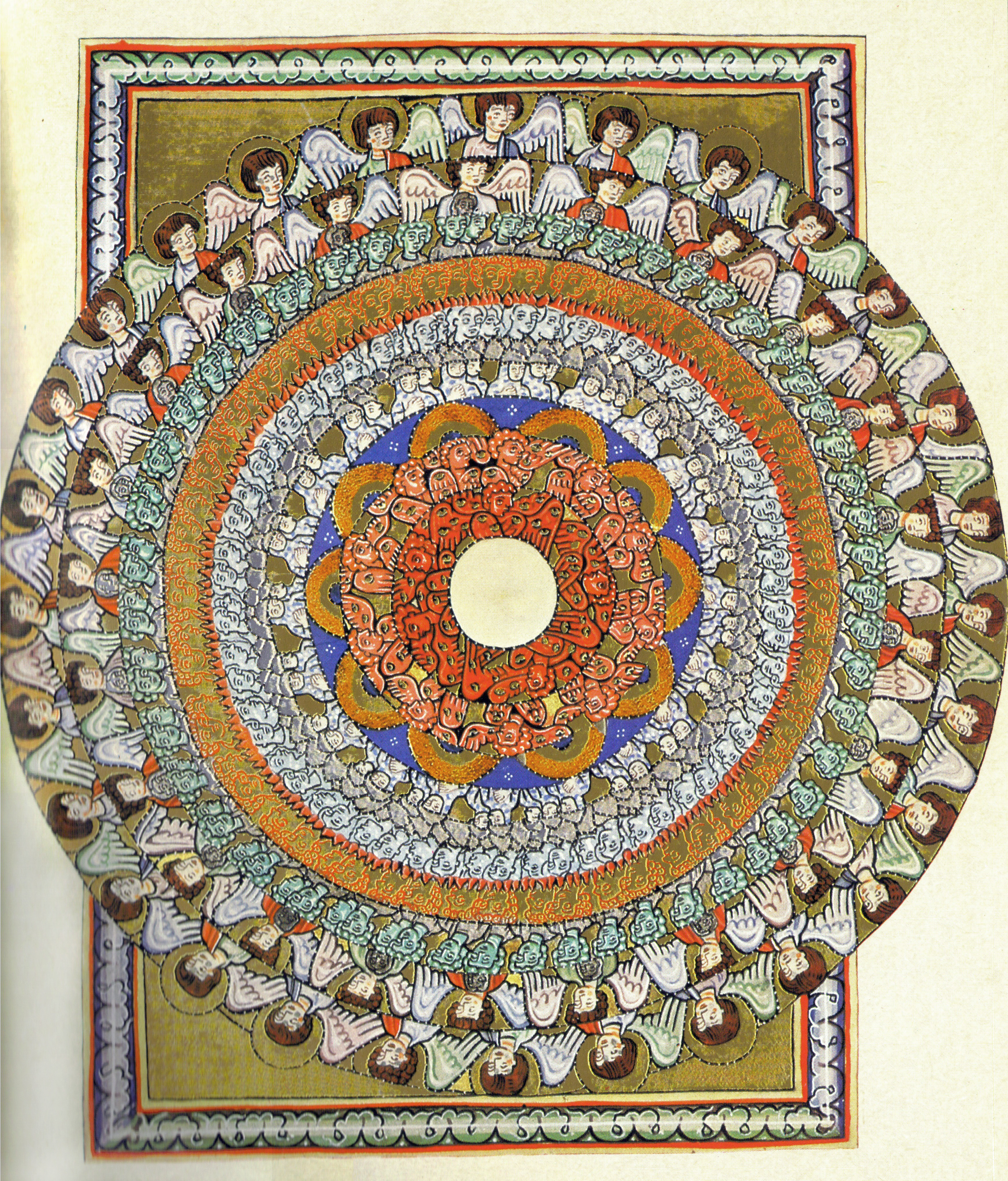
I 9 cori angelici in una miniatura dal breviario di Ildegarda di Bingen.

Notevole influsso eserciterà l'opera anche su Dante Alighieri e la sua stesura della Divina Commedia. Dante riprese da Dionigi l'idea del moto circolare di ogni schiera angelica, che esercita di conseguenza un'azione sulle sfere celesti. Ad ognuno dei nove cori angelici Dante associò pertanto un cielo e un corrispondente pianeta, secondo una visione astrologica connessa con quella aristotelico-tolemaica. Nel Paradiso egli afferma di rifarsi esplicitamente allo schema angelico di Dionigi:
e di giù vincon sì, che verso Dio 

tutti tirati sono e tutti tirano.     
                                        
E Dionisio con tanto disio 

a contemplar questi ordini si mise, 

che li nomò e distinse com'io.»
(Dante, Paradiso, XXVIII, vv. 127-132)

## Edizioni
- Gabriele Burrini, Dionigi l'Areopagita. Gerarchie celesti, Teramo, Tilopa, 1981
- Piero Scazzoso, Dionigi Areopagita. Tutte le opere: Gerarchia celeste - Gerarchia ecclesiastica - Nomi divini - Teologia mistica - Lettere, introduzione e apparati di Enzo Bellini, Milano, Rusconi, 1981
- (EN) G. Heil, A. M. Ritter, Pseudo-Dionysius Areopagita. De Coelesti Hierarchia, De Ecclesiastica Hierarchia, De Mystica Theologia, Epistulae, 1991 ISBN 978-3-11-012041-7.